# Automobiles Gonfaronnaises Sportives
Automobiles Gonfaronnaises Sportives a fost o echipă de Formula 1 care a concurat in campionatul mondial între 1986 și 1991.

## Palmares în Formula 1
| Sezon | Piloți | Puncte | Loc clasament general |
| ----- | --- | ------ | --------------------- |
| 1991  | Gabriele Tarquini (13 curse); Olivier Grouillard (1 cursa) / Stefan Johansson (2 curse); Fabrizio Barbazza (12 curse) | 0      | -                     |
| 1990  | Gabriele Tarquini / Yannick Dalmas                                                                                    | 0      | -                     |